# Yvett Merino
Yvett Merino ist eine US-amerikanische Filmproduzentin. Sie steht seit den 1990er Jahren bei Disney Animation unter Vertrag.

## Leben
Yvett Merinos Eltern stammen aus Mexiko. Sie selbst wuchs in Norwalk, Kalifornien als Tochter eines Maschinisten und einer Büromanagerin auf. Anschließend studierte sie Soziologie an der University of California, Santa Barbara, Anschließend arbeitete sie als Sozialarbeiter, bevor sie andere Jobs annahm. In den 1990er Jahren kam sie zu Disney Animation, wo sie eigentlich nur fünf Jahre arbeiten wollte.
Merino arbeitete als Software-Engineer und als Technology Administration Manager an Himmel und Huhn (2005) und an der Promotion von Triff die Robinsons (2007). Bei Rapunzel – Neu verföhnt (2010) war sie das erste Mal als Produktionsmanager aktiv. Sie ging anschließend zurück an die Schule und machte dort einen Master of Business Administration. Bei Ralph reichts (2012) war sie Produktionsassistentin. Als Produktionsmanagerin folgten Baymax – Riesiges Robowabohu (2014) und Vaiana (2016).
Beim Film Encanto (2021) war sie neben Clark Spencer Produzentin des Films. In dieser Eigenschaft erhielt sie bei der Oscarverleihung 2022 den Preis für den Besten animierten Spielfilm. Im selben Jahr wurde sie in die Academy of Motion Picture Arts and Sciences (AMPAS) berufen, die alljährlich die Oscars vergibt.